# Dinah Manoff
Dinah Beth Manoff (* 25. Januar 1956 oder 1958 in New York) ist eine US-amerikanische Schauspielerin.

## Leben
Dinah Manoff wurde als Tochter des Drehbuchautors Arnold Manoff und der Schauspielerin und Regisseurin Lee Grant in New York geboren. Sie machte ihren Schulabschluss an der California School of the Arts. Anschließend wurde sie am Actors Studio in New York ausgebildet.
In erster Ehe war sie mit dem Designer Jean-Marc Joubert verheiratet. Seit 1997 ist sie mit Arthur Morell verheiratet; mit ihm hat sie drei Söhne (* 1997 und Zwillinge * 2002).

## Karriere
Im Alter von 18 Jahren stand Manoff zum ersten Mal unter der Regie ihrer Mutter in dem Film The Stronger vor der Kamera. Ihre wohl bekannteste Rolle ist die der Pink Lady Marty Marashino in der Musicalverfilmung von Grease. Nach dem Erfolg durch das Musical war sie in den folgenden Jahren in vielen Gastrollen in Fernsehsendungen zu sehen. Auf der Bühne arbeitete sie für das Stück Table Settings zum zweiten Mal mit ihrer Kollegin Stockard Channing zusammen. Die beiden trafen erneut in dem Film Staying Together unter der Regie von Lee Grant aufeinander.
Für ihre Darstellung in dem Broadwaystück I Ought To Be In Pictures von Neil Simon wurde Manoff 1980 mit einem Tony Award ausgezeichnet. In der anschließenden Verfilmung des Stücks war sie ebenfalls zu sehen. Von 1989 bis 1993 verkörperte sie Carol Weston in der Serie Golden Girls sowie in den beiden Ablegern Harrys Nest und Hallo Schwester.
Es folgten weitere Gastauftritte im Fernsehen, darunter in der John Larroquette Show sowie in Cybill. Ab 2002 wirkte sie in sechs Episoden der Serie State of Grace mit. Im Jahre 2008 war sie erneut auf der Kinoleinwand zu sehen; neben William H. Macy spielte sie eine Nebenrolle in dem Film Bart Got a Room.

## Filmografie (Auswahl)
- 1976: …die keine Gnade kennen (Raid on Entebbe)
- 1977: Besessen (The Possessed, Fernsehfilm)
- 1978: Eine amerikanische Familie (Family, Fernsehserie, 1 Folge)
- 1978: Grease
- 1978: Soap – Trautes Heim (Soap, Fernsehserie, 15 Folgen)
- 1979: Lou Grant (Fernsehserie, 1 Folge)
- 1979: Mork vom Ork (Mork & Mindy, Fernsehserie, 1 Folge)
- 1980: Eine ganz normale Familie (Ordinary People)
- 1982: Eigentlich wollte ich zum Film (Neil Simon’s I Ought to Be in Pictures)
- 1984: Celebrity: Der Ruhm (Celebrity, Miniserie, 3 Folgen)
- 1984: Jumbo Crash (Flight 90: Disaster on the Potomac, Fernsehfilm)
- 1984: Cagney & Lacey (Fernsehserie, 1 Folge)
- 1987: Mord ist ihr Hobby (Murder, She Wrote, Fernsehserie, 1 Folge)
- 1987: Final Night – Die letzte Nacht (Backfire)
- 1988: Chucky – Die Mörderpuppe (Child’s Play)
- 1988–1995: Harrys Nest (Empty Nest, Fernsehserie, 169 Folgen)
- 1989: Jackie und Denise – Eine Freundschaft auf Leben und Tod (Fernsehfilm)
- 1989: Bluthunde am Broadway (Bloodhounds of Broadway)
- 1989: Boys (Staying Together)
- 1990: Ein Mädchen namens Dinky (Welcome Home, Roxy Carmichael)
- 1991/1992: Golden Girls (The Golden Girls, Fernsehserie, 2 Folgen)
- 1992: Mädchen für alle Fälle (Maid for Each Other, Fernsehfilm)
- 1992/1993: Hallo Schwester! (Nurses, Fernsehserie, 2 Folgen)
- 1993: Nachtschicht mit John (The John Larroquette Show, Fernsehserie, 1 Folge)
- 1995: Ein Hauch von Himmel (Touched by an Angel, Fernsehserie, 1 Folge)
- 1996: Cybill (Fernsehserie, 2 Folgen)
- 2000: Ein Strauß Schwestern (The Amati Girls)
- 2000: Rebecca – Eine Frau auf der Suche nach sich selbst (The Lost Child, Fernsehfilm)
- 2001–2002: Alles wegen Grace (State of Grace, Fernsehserie, 39 Folgen)
- 2003: Carol und die Weihnachtsgeister (A Carol Christmas, Fernsehfilm)
- 2008: Bart Got a Room